# Franciszek Krempa
Franciszek Krempa (ur. 4 października 1853 w Baranowie Sandomierskim, zm. 5 grudnia 1935 w Padwii) – działacz ludowy, organizator Republiki Tarnobrzeskiej, poseł do galicyjskiego Sejmu Krajowego, austriackiej Rady Państwa, oraz Sejmu Ustawodawczego i Sejmu RP 

## Życiorys
Ukończył szkołę ludową w Padwi i dwie klasy gimnazjum w Tarnowie. Z zawodu był rolnikiem-młynarzem. Od 1891 był korespondentem prasy ludowej m.in. "Przyjaciela Ludu" potem pisał do "Wieńca i Pszczółki" i organu niezależnych socjalistów "Monitora". Kolporter broszur ks. Stanisława Stojałowskiego, za co został ukarany grzywną w wysokości 200 koron (poddany także dwukrotnie dochodzeniu sądowemu za obrazę (portretu) cesarza Franciszka Józefa). Przez pewien czas był wójtem w swojej gminie. Członek Rady Powiatowej (1896-1914) i Wydziału Powiatowego w Mielcu (1909-1914) Zaangażowany w sprawę utworzenia gimnazjum w Mielcu 1898/9, budowę pomnika grunwaldzkiego w Padwi (1910). Od 1895 był członkiem i działaczem Stronnictwa Ludowego, a w latach 1898-1903 członkiem jego Rady Naczelnej. Podczas rozłamu w PSL w 1913 opowiedział się po stronie Jana Stapińskiego, którego był przyjacielem i przystąpił do PSL-Lewicy.  
Poseł do Sejmu Krajowego Galicji VII kadencji (28 grudnia 1895 - 9 lipca 1901) i VIII kadencji (28 grudnia 1901 - 12 października 1907), wybieranym w kurii IV (gmin wiejskich) z okręgu wyborczego nr 70 (Mielec). Był także posłem do austriackiej Rady Państwa IX kadencji (27 marca 1897 - 7 września 1900), X kadencji (31 stycznia 1901 - 30 stycznia 1907) wybieranym w kurii IV (gmin wiejskich) z okręgu wyborczego nr 7 (Ropczyce-Mielec-Radomyśl-Tarnobrzeg-Rozwadów). Po zmianach w prawie wyborczym był posłem XI kadencji (17 czerwca 1907 - 30 marca 1911) wybranym w dwu-mandatowym galicyjskim okręgu nr 45 (Nisko-Ulanów-Sokołów-Tarnobrzeg-Rozwadów). W parlamencie należał od 1897 do Klubu Polskiego Stronnictwa Ludowego, wraz z nim tworzył w latach 1908-1911 frakcję posłów ludowych Koła Polskiego. W Radzie Państwa zasłynął głównie z ogromnej liczby interpelacji, głównie dotyczących jego okręgu wyborczego - powstało nawet osobne określenie jego interpelacji jako 'kremplacji'.  
W latach 1914–1916 był członkiem Wydziału Wykonawczego Rady Naczelnej PSL-Lewicy. Działał również w strukturach Naczelnego Komitetu Narodowego, był członkiem Powiatowego Komitetu Narodowego w Mielcu. W listopadzie 1918 był jednym z organizatorów Republiki Tarnobrzeskiej.  
W wolnej Polsce był najpierw działaczem i członkiem Wydziału Naczelnej Rady Chłopskiej Polskiego Stronnictwa Ludowego-Lewicy. Następnie wraz ze swoim autorytetem politycznym Janem Stapińskim przeszedł do Stronnictwa Chłopskiego, gdzie był członkiem Zarządu Głównego (1925) i członkiem Rady Naczelnej (1926). W 1927 przystąpił do sanacyjnego Związku Chłopskiego. 
Poseł na Sejmu Ustawodawczego(1919-1922) i na Sejm I kadencji (1922-1927) wybierany z listy PSL-Lewicy oraz na Sejm II kadencji (1928-1930) z listy Związku Chłopskiego w okręgu wyborczym nr 44 Tarnobrzeg-Mielec. W Sejmie Ustawodawczym pracował w komisjach: petycyjnej i robót publicznych. W Sejmie I kadencji złożył ponad 400 interpelacji w sprawach lokalnych obejmujących powiaty Mielec, Tarnobrzeg i Kolbuszowa oraz kilka wniosków dotyczących założenia w Padwi zespołu szkół rzemieślniczo-rękodzielniczych z kursami wieczorowymi, warsztatami i przędzalnią.  
W 1930 wycofał się z życia politycznego, między innymi w związku ze sprawą brzeską. Założył w swojej gminie kółko rolnicze, Kasę Stefczyka, szkołę tkacką, organizował wieczorowe kursy nauki zawodu ślusarza, stolarza, kołodzieja, kowala, w 1927 założył spółdzielnię mleczarską w 1932
z jego inicjatywy wybudowano w Padwi Dom Ludowy. 28 października 1932 został Obywatelem Honorowym Padwi Narodowej, pochowany na miejscowym cmentarzu parafialnym.

## Rodzina
Pochodził z chłopskiej rodziny, był synem Jana Krempy młynarza i wójta Padwi oraz Kunegundy z Janczurów. Miał dwóch braci: nauczyciela i dyrektora szkoły w Radomyślu nad Sanem i chłopa Ludwika. W 1887 ożenił się z Katarzyną z domu Milli, mieli ośmioro dzieci: synów: Józefa - wieloletniego wójta Padwi, Franciszka, Tadeusza, Jana, Bolesława oraz córki: Katarzynę, Annę, Joannę.  